# Alexander Jurjewitsch Loginow
Alexander Jurjewitsch Loginow (russisch Александр Юрьевич Логинов; * 18. Februar 1987 in Ufa, Russische SFSR) ist ein russischer Eishockeyspieler, der seit Mai 2020 wieder bei Neftechimik Nischnekamsk in der Kontinentalen Hockey-Liga unter Vertrag steht.      

## Karriere
Alexander Loginow begann seine Karriere als Eishockeyspieler in seiner Heimatstadt in der Nachwuchsabteilung von Salawat Julajew Ufa, für dessen Profimannschaft er von 2005 bis 2008 in der russischen Superliga aktiv war. Parallel spielte er von 2003 bis 2008 für dessen zweite Mannschaft in der drittklassigen Perwaja Liga. Die Saison 2008/09 verbrachte der Verteidiger in der Wysschaja Liga, der zweiten russischen Spielklasse. Zur folgenden Spielzeit wechselte er zum HC Energie Karlovy Vary aus der tschechischen Extraliga. 

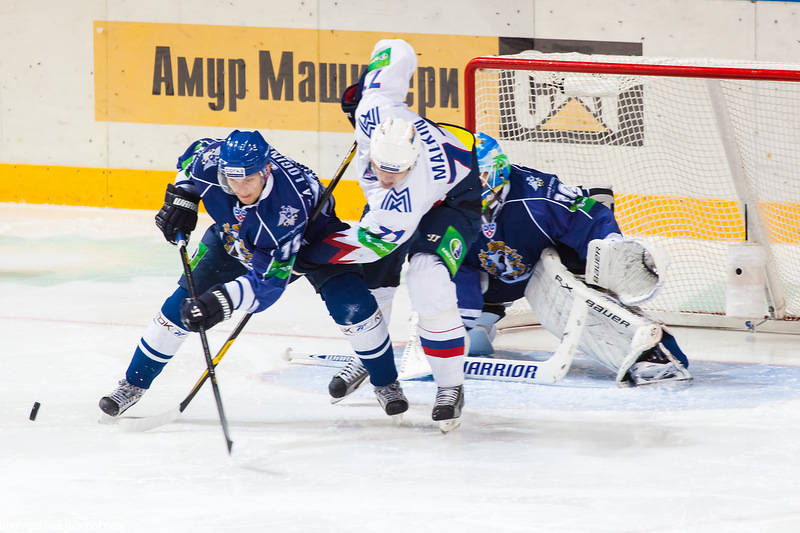
Alexander Loginow (li.) im Trikot von Amur Chabarowsk (2012)

Nachdem Loginow in der Saison 2010/11 bei Torpedo Nischni Nowgorod in der Kontinentalen Hockey-Liga auf dem Eis gestanden hatte, wechselte er zur folgenden Spielzeit innerhalb der KHL zu Awtomobilist Jekaterinburg. Im Mai 2012 erhielt er einen Zweijahresvertrag bei Amur Chabarowsk, der im Mai 2013 um ein weiteres Jahr verlängert wurde. Für Amur absolvierte er bis November 2014 115 KHL-Partien, ehe er zu Awtomobilist zurückkehrte.
Im September 2015 wurde er gegen Jegor Dubrowski von Salawat Julajew Ufa eingetauscht und kehrte somit zu seinem Heimatverein zurück. Zwischen 2018 und 2020 spielte er für den HK Sibir Nowosibirsk und agierte dort in seiner zweiten Saison als Mannschaftskapitän. Vor der Saison 2020/21 wechselte er zu 
Neftechimik Nischnekamsk.

### International
Für Russland nahm Loginow an der U20-Junioren-Weltmeisterschaft 2007 teil, bei der er mit seiner Mannschaft die Silbermedaille gewann.

## Erfolge und Auszeichnungen
- 2007 Silbermedaille bei der U20-Junioren-Weltmeisterschaft

## KHL-Statistik
(Stand: Ende der Saison 2018/19)